# 席然畢松球場
席然畢松球場（西班牙語：Estadio Hiram Bithorn）是位於波多黎各首府聖胡安的一座棒球場，由聖胡安市政府營運，命名為了紀念於1943年第一位到MLB打球的波多黎各人席然·畢松，在1962年建立，用以取代多功能的西斯托·埃斯科瓦尔体育场（該體育場現在主要用來作為足球場），現在是聖胡安參議員隊的主場，也曾為桑圖爾塞捕蟹人隊的主場。

## 基本資料
席然畢松球場約有18000個座位，左外野、右外野線均長99米，中外野線長123米，圍牆高2.5米。蒙特娄博览会队在此主場打球時，草坪面積即依照蒙特婁奧林匹克體育場場館規格設計。

## 歷史
第一次NBA的室外賽即是在席然畢松球場舉辦，1972年9月24日鳳凰城太陽在此以116比103擊敗密爾瓦基公鹿。2001年MLB開幕戰也在本球場舉辦，為美聯多倫多藍鳥與德州遊騎兵的比賽 ，但約4000名買票進場的觀眾卻被警察以「場地容納人數嚴重超標」為由驅逐。在桑帝諾（Jorge Santini）擔任市長期間本球場接受了一次全面檢查，並在2003年與2004年成為國聯蒙特娄博览会队遷到華盛頓前的臨時主場，由於該隊在蒙特婁的主場票房不佳，他們每個賽季在本球場打了22場比賽，而在大聯盟宣布蒙特婁博覽會隊將遷到華盛頓，波多黎各與聖胡安當局曾努力挽留，允諾永久給予該隊在一個島嶼領地的特權。
席然畢松球場是2006年世界棒球經典賽C組預賽與複賽第二組的比賽場地，C組預賽的參賽隊伍包括波多黎各、古巴、巴拿馬與荷蘭，複賽第二組則有古巴、波多黎各、多明尼加與委內瑞拉，分別是C組與D組預賽晉級的兩隊。2009年世界棒球經典賽的D組預賽也在此舉辦，參賽隊伍為波多黎各、古巴、多明尼加與荷蘭。2013年世界棒球經典賽本球場則舉辦了C組預賽，參賽隊伍有委內瑞拉、波多黎各、多明尼加與西班牙。
2008年，席然畢松球場成為聖胡安競技隊與昆塔纳学院隊的主場，兩隊均屬於波多黎各足球聯賽。
2010年，MLB重新回到席然畢松球場比賽，邁阿密馬林魚和紐約大都會在此進行三場的例行賽。

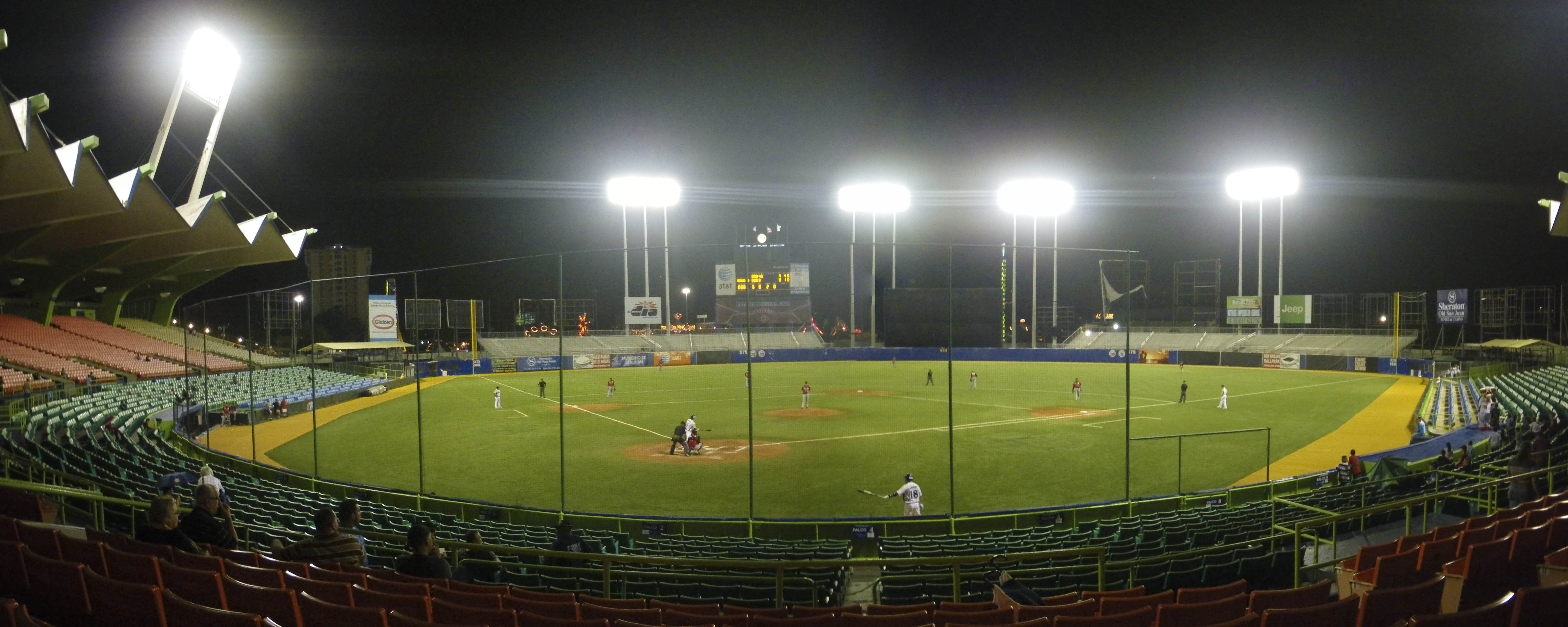
席然畢松球場的棒球賽

## 其他
除了體育活動外，也有許多歌手曾在席然畢松球場舉辦演唱會。1993年金屬製品的巡迴演唱會本擬在此舉辦，卻因雨取消且未再舉辦。夏奇拉曾分別於2000年與2003年兩度在本球場舉辦演場會。其他曾在此辦過巡迴演唱會的歌手還有傑克森五人組、邦喬飛、海灘男孩、惠妮·休斯頓、蘿拉·普西妮、比利·喬等。

## 外部連結
- Ballparks.com: Hiram Bithorn Stadium （页面存档备份，存于）
- MLB.com: List of MLB games at Hiram Bithorn Stadium （页面存档备份，存于）